# Dominique Dawes
Dominique Margaux Dawes (Silver Spring, 20 de novembro de 1976) é uma ex-ginasta, que competiu em provas de ginástica artística defendendo os Estados Unidos.
Dawes fora por dez anos membros da equipe nacional, vencedora do Campeonato Nacional de 1994, três vezes competidora olímpica e membro das Sete Magníficas. Entre as suas maiores conquistas estão a medalha de ouro nas Olimpíadas de Atlanta em 1996 e as quatro medalhas conquistadas em duas edições em Campeonato Mundial de Ginástica Artística. Além, Dominique fora a primeira afro-americana a conquistar um ouro olímpico e indicada a personalidade negra nacional e única ginasta a disputar três olimpíadas, que são: os Jogos Olímpicos de Barcelona 1992, os Jogos Olímpicos de Atlanta 1996 e os Jogos Olímpicos de Sydney 2000.

## Biografia
Dominique, filha de Don e Loretta Dawes, tem uma irmã maior (chamada Danielle) e um irmão mais novo (chamado Don Jr).
Em 1982, o seu ingresso na modalidade ginástica artística aconteceu com apenas seis anos de idade, em meio as aulas de tumbling. Quando cancelaram as aulas, a menina foi transferida ao clube Hill's Angels, onde começou a trabalhar sob a tutela da treinadora Kelli Hill, a sua técnica até o fim da carreira na ginástica artística.

## Carreira
Em 1986, Dawes começou a competir na categoria júnior nacional aos dez anos. Em 1988, a sua colocação no concurso geral, de sua primeira participação no Campeonato Nacional, foi a 17º. Em 1989, deu-se a sua primeira competição internacional, na Austrália, no Konica Grand Prix, na qual não obteve medalhas.
Em 1990, agora aos doze, em nova edição Nacional, a sua posição melhorou e a ginasta conquistou a medalha de bronze.
Em 1991, apesar de não fazer parte da equipe no Mundial de Indianápolis em 1991, Dominique continuou a competir nacional e internacionalmente. Em 1992, no Estados Unidos vs Japão, a atleta conquistou a sua primeira nota dez, na prova do solo. Já no Pré-Olímpico, a ginasta ficou na quarta posição, classificada para disputar os Jogos de Barcelona em 1992, ainda que acometida por uma tendinite aguda nos calcanhares.
Em 1992, durante os eventos Jogos Olímpicos de Verão de 1992, Dawes colaborou na disputa por equipes, bem participando de todos os aparelhos, em destaque para a prova da trave de equilíbrio e do solo, na qual empatou com a companheira de equipe Kim Zmeskal como melhor ginasta norte-americana. Ao final das rotações, o time dos Estados Unidos encerrou com a medalha de bronze, atrás das equipes soviética de Oksana Chusovitina e romena de Gina Gogean. Neste momento, Dominique tornou-se, ao lado de Betty Okino, a primeira ginasta afro-americana a conquistar uma medalha olímpica.
Nos dois anos seguintes, a atleta fora bem sucedida tanto nos campeonatos nacionais, quanto nos mundiais. Em 1993, na competição nacional, Dawes conquitou cinco medalhas em cinco disputadas: foi ouro na trave e no salto, prata no solo e no individual geral, e bronze nas barras assimétricas. Também em 1993, em seu primeiro Mundial, o Campeonato de Birmingham de 1993, na Inglaterra, a ginasta conquistou duas medalhas de prata em duas finais por aparelhos. Nas barras assimétricas, Dawes fora superada pela compatriota Shannon Miller, por 0,087 ponto. Já na trave, a atleta ficou entre duas romenas, Gina Gogean (bronze) e Lavinia Milosovici. Na final do concurso geral, Dominique apresentou-se em condições de ir ao pódio. Na rotação do salto, tirou uma nota dez em sua primeira contagem. No entanto, caiu na realização do segundo e encerrou em quarto lugar. Miller, que competiu a seu lado, foi a vencedora desta edição. No posterior ano, novamente no Campeonato Nacional, a atleta conquistou todas as cinco medalhas que disputou. No Mundial, dividido em duas etapas, Dawes, apesar de participar de quatro finais individuais, conquistou medalha, a de prata, apenas na disputa por equipes, no Mundial de Dortmund de 1994, realizado na Alemanha.
Em 1995, prejudicada pela lesão nos calcanhares, a ginasta não pôde participar do Mundial Sabae e finalizou sua participação no Nacional com a quarta posição, ainda que conquistando o ouro em duas finais: solo e barras assimétricas. No ano seguinte, no Campeonato de San Juan de 1996, Dominique fora a única ginasta a conquistar uma medalha para as norte-americanas: o bronze na trave, empatada com a chinesa Liu Xuan. Já no Nacional, apesar de cair duas posições em relação a edição anterior, a ginasta conquistou as quarto medalhas de ouro, dos quarto eventos individuais.
Em 1996, deu-se a maior competição para a ginástica artística: as Olimpíadas. Nos Jogos de Atlanta em 1996, pela primeira fez na história norte-americana, a seleção feminina saiu-se como a campeã. Na final por equipe, Dawes fora a única ginasta estadunidense a ter suas oito notas contabilizadas ao somatório total, o que a tornou favorita entre as companheiras na disputa do concurso geral. Durante a disputa, a ginasta manteve-se à frente de sua compatriota Shannon Miller até a segunda rotação, quando ambas começaram a cometer erros em suas rotinas, que tiraram as suas possibilidades de conquistar medalhas. Comentendo falhas, principalmente em suas apresentações no solo, Dawes terminou na 17º colocação geral. Nas finais por aparelhos, a atleta ficou fora do pódio das barras assimétricas e conquistou o bronze na prova do solo, superada pela ucraniana Lilia Podkopayeva (medalha de ouro) e pela romena Simona Amanar (medalha de prata). Deste modo, Dominique tornou-se, nesta nova edição olímpica, a primeira ginasta afro-americana a conquistar uma medalha individual em uma olimpíada.
Entre 1997 e 1998, a ginasta não participou de grandes campeonatos e nem dos nacionais realizados. Sua maior competição durante este período, foram os Jogos da Amizade, no qual encerrou participação com a quinta colocação nas barras assimétricas.
Em 2000, após um ano fora dos eventos, a atleta competiu no Nacional e no Pré-Olímpico, no qual conquistou a vaga para a sua terceira participação em uma olímpica, ao atingir a sétima posição geral. Nos Jogos Olímpicos de Sydney, Dawes competiu na prova por equipes e, em três aparelhos, colaborou para a seleção encerrar participação na quarta colocação geral

## Saída da ginástica
Logo após as Jogos Olímpicos de Verão de Sydney 2000, Dominique parou de competir e se dedicou aos estudos.
Em 2002, a agora ex-ginasta graduou-se pela Universidade de Maryland e investiu na carreira de atriz, modelo e produção de televisão. Entre os seus principais trabalhos estão o musical Grease, apresentado na Broadway e alguns clipes musicais, como os de Miss Elliott. Também em 2002, Dawes foi palestrante pelo Girl Scouts of America’s, na campanha "Uniquely Me".
Entre 2004 e 2006, foi presidente da Federação Feminina dos Esportes, a mais nova de todas já eleitas ao cargo.
Em 2008, Dominique trabalhou como comentarista para o Yahoo.
Em 2009, fora inserida no International Gymnastics Hall of Fame.

## Principais resultados
| Ano  | Evento                                    | AA                | Equipe            | Salto sobre o cavalo | Trave             | Barras assimétricas | Solo              |
| ---- | ----------------------------------------- | ----------------- | ----------------- | -------------------- | ----------------- | ------------------- | ----------------- |
| 1987 | Campeonato USAI Júnior                    | 5º                |                   |                      |                   |                     |                   |
| 1988 | Campeonato Nacional Júnior                | 17º               |                   |                      |                   |                     |                   |
| 1989 | Campeonato Nacional Júnior                | 12º               |                   |                      |                   |                     |                   |
| 1990 | Campeonato Nacional Júnior                | Medalha de bronze |                   |                      |                   |                     |                   |
| 1991 | Campeonato Nacional                       |                   |                   |                      |                   | Medalha de ouro     |                   |
| 1992 | Campeonato Nacional                       |                   |                   |                      | Medalha de ouro   |                     |                   |
| 1992 | Jogos Olímpicos de Barcelona 1992         |                   | Medalha de bronze |                      |                   |                     |                   |
| 1993 | Campeonato Mundial de Ginástica Artística |                   |                   |                      | Medalha de prata  | Medalha de prata    |                   |
| 1993 | Campeonato Nacional                       | Medalha de prata  |                   | Medalha de ouro      | Medalha de ouro   | Medalha de bronze   | Medalha de prata  |
| 1994 | Campeonato Mundial de Ginástica Artística |                   | Medalha de prata  |                      |                   |                     |                   |
| 1994 | Campeonato Nacional                       | Medalha de ouro   |                   | Medalha de ouro      | Medalha de ouro   | Medalha de ouro     | Medalha de ouro   |
| 1995 | Campeonato Nacional                       |                   |                   | Medalha de ouro      | Medalha de bronze | Medalha de ouro     |                   |
| 1996 | Campeonato Nacional                       |                   | Medalha de ouro   |                      |                   | Medalha de bronze   |                   |
| 1996 | Jogos Olímpicos de Atlanta 1996           | 17º               | Medalha de ouro   |                      |                   | 4º                  | Medalha de bronze |
| 2000 | Campeonato Nacional                       |                   |                   |                      |                   | Medalha de ouro     |                   |
| 2000 | Jogos Olímpicos de Sydney 2000            |                   | Medalha de bronze |                      |                   |                     |                   |